# Līvija Plavinska
 Līvija Plavinska (ur. 3 sierpnia 1959 w Lejas Ančupāni koło Rzeżycy) – łotewska samorządowiec i polityk, od 2013 do 2014 posłanka na Sejm XI kadencji. 

## Życiorys
Ukończyła szkołę średnią w Rzeżycy. W 1982 roku ukończyła studia chemiczne na Łotewskim Uniwersytecie Państwowym. W 2004 roku uzyskała stopień magistra z dziedziny administracji państwowej na Uniwersytecie Dyneburskim. 
W wyborach w 2009 wybrana radną okręgu Rzeżycy z ramienia koalicji Nowej Ery, Związku Obywatelskiego i Partii Ludowej. Zaangażowała się w działalność w partii Związek Obywatelski, następnie została szefową oddziału Jedności w okręgu. W wyborach 2011 bez powodzenia ubiegała się o mandat posłanki na Sejm XI kadencji. Miejsce w Sejmie uzyskała we wrześniu 2013 roku, po tym jak zrezygnował z niego Jānis Lāčplēsis. W wyborach w 2014 nie wywalczyła poselskiej reelekcji. 
Jest m.in. członkiem zarządu Towarzystwa Czerwonego Krzyża w Rzeżycy oraz zarządu specjalnej strefy ekonomicznej w tym mieście.

## Źródła
- LĪVIJA PLAVINSKA. latvijaslaudis.lv. [dostęp 2022-07-26]. (łot.).
- Līvija Plavinska. saeima.lv. [dostęp 2022-07-26]. (łot.).